# امپانگ، سلانگور
امپانگ، سلانگور (به لاتین: Ampang, Selangor) یک منطقهٔ مسکونی در مالزی است که در سلانگور واقع شده‌است.

## خصوصیات
امپانگ ۱۴۳٫۵ کیلومترمربع مساحت و ۱۲۶٬۲۸۵ نفر جمعیت دارد.